# Indiscretions of Betty
Indiscretions of Betty er en amerikansk stumfilm fra 1910.